# Daniel Raschle
Daniel Eduardo Raschle Matucheski (Posadas, 15 agosto 1963) è un allenatore di calcio ed ex calciatore svizzero di origine argentina, di ruolo attaccante, tecnico del Nacional Asunción.
È padre di Daniel Eduardo Raschle, ex calciatore del Lecce e di Kevin Andrè Raschle calciatore dello Sportivo Luqueño.